# Fort-Mahon-Plage
Fort-Mahon-Plage település Franciaországban, Somme megyében. Lakosainak száma 1328 fő (2022. január 1.). Fort-Mahon-Plage Quend községgel határos.

## Népesség
A település népességének változása:
| Lakosok száma | 1190 | 1182 | 1233 | 1259 | 1300 | 1298 | 1297 | 1294 | 1328 |
|               | 2013 | 2015 | 2016 | 2017 | 2018 | 2019 | 2020 | 2021 | 2022 |